# Thea Stilton
Thea Stilton is een personage uit de televisieserie en boekenreeks Geronimo Stilton.
Thea is de jongere zus van Geronimo. Ze is journalist en fotograaf van De Wakkere Muis en is tevens schrijfster. Thea Stilton heeft op het Topford College (Walviseiland, behoort tot Muizeneiland) gezeten en geeft hier nu ook les.